# Antoni Rut
 Antoni Stanisław Rut (ur. 1947) – polski artysta fotograf, uhonorowany tytułem Artiste FIAP (AFIAP). Mistrz rzemiosła artystycznego, członek Związku Polskich Artystów Fotografików, Fotoklubu Rzeczypospolitej Polskiej Stowarzyszenia Twórców, Wielkopolskiego Związku Artystów Plastyków, EkoArt-u. Syn Władysława.

## Życiorys
Antoni Rut specjalizuje się w fotografii krajobrazu oraz czystej fotografii. Prowadzi w Poznaniu własną galerię fotografii „Fotoplastykon”, w której umieścił jedyny do 2005 r. działający w tym mieście fotoplastykon. W roku 2009 uruchomił go raz ostatni podczas Biennale Fotografii w Starym Browarze. Obecnie fotoplastykon można oglądać w Galerii Arsenał.
Swoje prace prezentował na ponad 400 wystawach indywidualnych i zbiorowych, w tym na 50 wystawach indywidualnych eksponowanych w muzeach i galeriach w Polsce i za granicą. Jego prace znajdują się w Muzeach, Galeriach i zbiorach prywatnych w Polsce, Niemczech, Francji, Szwajcarii, na Ukrainie, Węgrzech i w Chinach.
Jest członkiem wielu stowarzyszeń i gremiów artystycznych, jak Stowarzyszenia Twórców Fotoklub Rzeczypospolitej Polskiej, Związku Artystów Plastyków, EkoArtu. Jest jednym z najważniejszych inicjatorów i twórców lobby fotograficznego w Polsce.
W latach 1996–1999 wiceprezes Okręgu Wielkopolskiego Związku Polskich Fotografików Przyrodniczych. W latach 1999–2002 sekretarz, a w latach 2002–2005 wiceprezes Okręgu Wlkp. Związku Polskich Artystów Fotografików. W latach 2003–2005 wiceprezes Oddziału Poznańskiego Związku Artystów Plastyków. W 2004 zorganizował wystawę fotografii Wielkopolskich Artystycznych Stowarzyszeń Fotograficznych w Galerii Miejskiej w Charkowie.
Jest pomysłodawcą i organizatorem Ogólnopolskiego Konkursu Fotografii „Przestrzeń wyobraźni”, Ogólnopolskiego Salonu Fotografii „My Koziorożce” oraz sześciu edycji poznańskiego Ogólnopolskiego Festiwalu Diaporam Cyfrowych. Jest autorem albumu fotografii „Wierzby wielkopolskie”.

## Nagrody i odznaczenia
Za swą działalność został odznaczony przez Kapitułę Fotoklubu Rzeczypospolitej Polskiej Stowarzyszenia Twórców – Srebrnym Medalem „Zasłużony dla Fotografii Polskiej” oraz Złotym Medalem „Za Fotograficzną Twórczość”. W 2010 roku odznaczony został przez Ministra Kultury i Dziedzictwa Narodowego Brązowym Medalem „Zasłużony Kulturze Gloria Artis”. W roku 2012, na jubileusz 45-lecia pracy artystycznej Zarząd Województwa przyznał mu Nagrodę Marszałka Województwa Wielkopolskiego w dziedzinie kultury. W roku 2013 odznaczony został przez Prezydenta RP Złotym Krzyżem Zasługi. W 2017 został odznaczony Srebrnym Medalem „Zasłużony Kulturze Gloria Artis”. W 2018 roku został uhonorowany Medalem „Za Zasługi dla Fotografii Polskiej” – odznaczeniem przyznawanym przez Kapitułę Fotoklubu Rzeczypospolitej Polskiej Stowarzyszenia Twórców – w 100. rocznicę odzyskania przez Polskę niepodległości. W 2020 odznaczony Złotym Medalem „Za Fotograficzną Twórczość” – odznaczeniem ustanowionym przez Zarząd i przyznawanym przez Kapitułę Fotoklubu Rzeczypospolitej Polskiej Stowarzyszenia Twórców, w odniesieniu do obchodów 25-lecia powstania Fotoklubu RP. W 2022 został uhonorowany tytułem Artiste FIAP (AFIAP), nadanym przez Międzynarodową Federację Sztuki Fotograficznej FIAP. W 2025 uhonorowany tytułem „Zasłużony dla Miasta Poznania”.